# Штудієнколег
Штудієнколег (нім. Studienkolleg) — це навчальний заклад, у якому іноземні особи, які мають закінчену середню освіту, але нееквівалентну німецьким умовам, і право вступити до закладів вищої освіти, отримують підготовку до вступу до будь-якого університету Німеччини. Штудієнколеги є державними інститутами у більшості з федеральних земель Німеччини. У Північному Рейні-Вестфалії 2010 року після закриття державних коледжів виникли коледжі, які перебувають у власності церкви або приватних осіб.
Зазвичай студенти штудієнколегу на момент навчання у ньому вважаються студентами закладу вищої освіти, розташованому в даному місті. Питання навчання в штудієнколезі або безпосереднього зарахування до ЗВО вирішує зазвичай інстанція вибраного закладу вищої освіти, яка займається нострифікацією атестатів та дипломів. Навчання в штудієнколезі є зазвичай безкоштовним. Однак слід платити внесок для діяльності відділу студентської допомоги відповідного вишу. У деяких штудієнколегах існує переважно безкоштовний і добровільний вступний курс для іноземних студентів з метою вступу до вишу — пропедойтикум (нім. Propädeutikum). У рамках цього семестрового курсу здійснюється підготовка студентів до наукової роботи. Приватні штудієнколеги зазвичай платні, причому залежно від колегу оплата може бути різною.

## Навчання
Штудієнколег дає студентам двосеместрову фахову підготовку до вступу в університет. Всього пропонуються 4 або 5 типів курсів:
- G — гуманітарний
- W — економічний
- T — технічний
- M — медичний
- S — філологічний

На всіх курсах німецька мова є обов'язковим предметом і мовою викладання фахових дисциплін, наприклад історії на курсі G; підприємницької діяльності та економічної теорії на курсі W; біології, хімії або біохімії на курсі M; математики на курсі T і англійської на курсі S. Крім того, студенти вивчають так звані ключові кваліфікації, які можуть стати в пригоді при вивченні фахових дисциплін. Сюди належать, наприклад, праця над текстовими джерелами, написання аргументативних і аналітичних текстів, а також виконання простих семінарських робіт, презентація результатів праць і конспектування лекцій. У мюнхенському коледжі студенти мають можливість вивчати 2 семестри латину.

## Умови прийому
У навчальних штудієнколегах не викладається мова для початківців. До вступу в штудієнколег студент повинен мати добрі знання з німецької мови (рівень B2—C1 згідно з європейськими вимогами). Курс T передбачає, крім того, добрі знання з математики. Деякі штудієнколеги передбачають знання з англійської мови для курсів W, S, T, M і G. Переважно перевіряється готовність до вступу за допомоги вступних тестів, до яких готують спеціальні інститути у формі підготовчих курсів.

## Завершення навчання
Після двосеместрового навчання студенти складають випускні іспити, які повинні підтвердити, що студенти володіють знаннями певних курсів на рівні випускника школи. З німецької мови студенти повинні виявити знання на рівні B2—C1 (залежно від курсу). Після складення випускних іспитів студенти можуть вступати у вибраний ними ЗВО. Залежно від країни та спеціальності ЗВО встановлюють для іноземців певні квоти. Вихідці із країн Європейського Союзу прирівнюються до німецьких вступників.
Випускні іспити, за певних умов, можна здавати також екстерном. Для цього необхідна спершу попередня консультація в штудієнколезі, а також інтенсивна підготовка.